# Trioza alipellucida
Trioza alipellucida är en insektsart som beskrevs av Klyver 1932. Trioza alipellucida ingår i släktet Trioza och familjen spetsbladloppor. Inga underarter finns listade i Catalogue of Life.